# Funk (Nebraska)
Funk é uma vila localizada no estado americano de Nebraska, no Condado de Phelps.

## Demografia
Segundo o censo americano de 2000, a sua população era de 204 habitantes.
Em 2006, foi estimada uma população de 192, um decréscimo de 12 (-5.9%).

## Geografia
De acordo com o United States Census Bureau, a localidade tem uma área de 0,7 km², sem área coberta por água.

## Localidades na vizinhança
O diagrama seguinte representa as localidades num raio de 24 km ao redor de Funk.